# Parahesione bruneli
Parahesione bruneli är en ringmaskart som beskrevs av Pettibone 1961. Parahesione bruneli ingår i släktet Parahesione och familjen Hesionidae. Inga underarter finns listade i Catalogue of Life.